# Neon rayi
Ray's neon (Neon rayi) là một loài nhện trong họ Salticidae.
Loài này thuộc chi Neon. Neon rayi được Eugène Simon miêu tả năm 1875.